# Dunbrody Abbey
Dunbrody Abbey (irisch Mainistir Dhún Bróithe; Portus sanctae Mariae) ist eine ehemalige Zisterzienserabtei im County Wexford in der heutigen Republik Irland. Sie liegt in einer weiten Ebene östlich des Mündungstrichters des River Barrow und südlich von New Ross.

## Geschichte
Das Kloster wurde 1170 oder 1171 (nach anderen Angaben erst 1181 oder 1182) nach der normannischen Invasion in Irland auf eine Stiftung von Hervé de Montmorency, den Onkel von Richard de Clare (genannt Strongbow), zunächst als Tochterkloster von Buildwas Abbey in England gegründet und gehörte damit der Filiation der Primarabtei Clairvaux an, wurde jedoch bald Saint Mary’s Abbey (Dublin) unterstellt, angeblich weil die englischen Mönche das Land als zu siedlungsleer empfanden. Hervé de Montmorency wurde erster Abt des Klosters. Der Klosterbau war um 1220 abgeschlossen. 1228 wurde Glanawydan Abbey, ein Tochterkloster von Inislounaght Abbey, an Dunbrody angeschlossen, es wurde aber schon 1232 zu einer Grangie reduziert und ging um 1278 wieder auf Inislounaght über, als die Filiation von Mellifont Abbey wiederhergestellt wurde. Auch Portumna Priory im County Galway gehörte von 1254 bis gegen 1426, als es von den Dominikanern übernommen wurde, als Priorat zu Dunbrody. Die Abtei soll 1536 aufgelöst worden sein. Um 1542 überließ der letzte Abt, Alexander Devereux, der spätere Bischof von Ferns, das Kloster dem König und seinen Nachfahren. Das Kloster und seine Ländereien kamen später in den Besitz der Familie Etchingham und dann durch Heirat in die Familie Chichester, die das Kloster 1911 dem Office of Public Works überließ. 1852 stürzte die Langhausarkade ein. 
Dunbrody Abbey ist der Beginn des 48 Kilometer langen „Ring of Hook“ auf der Hook-Halbinsel.

## Bauten und Anlage

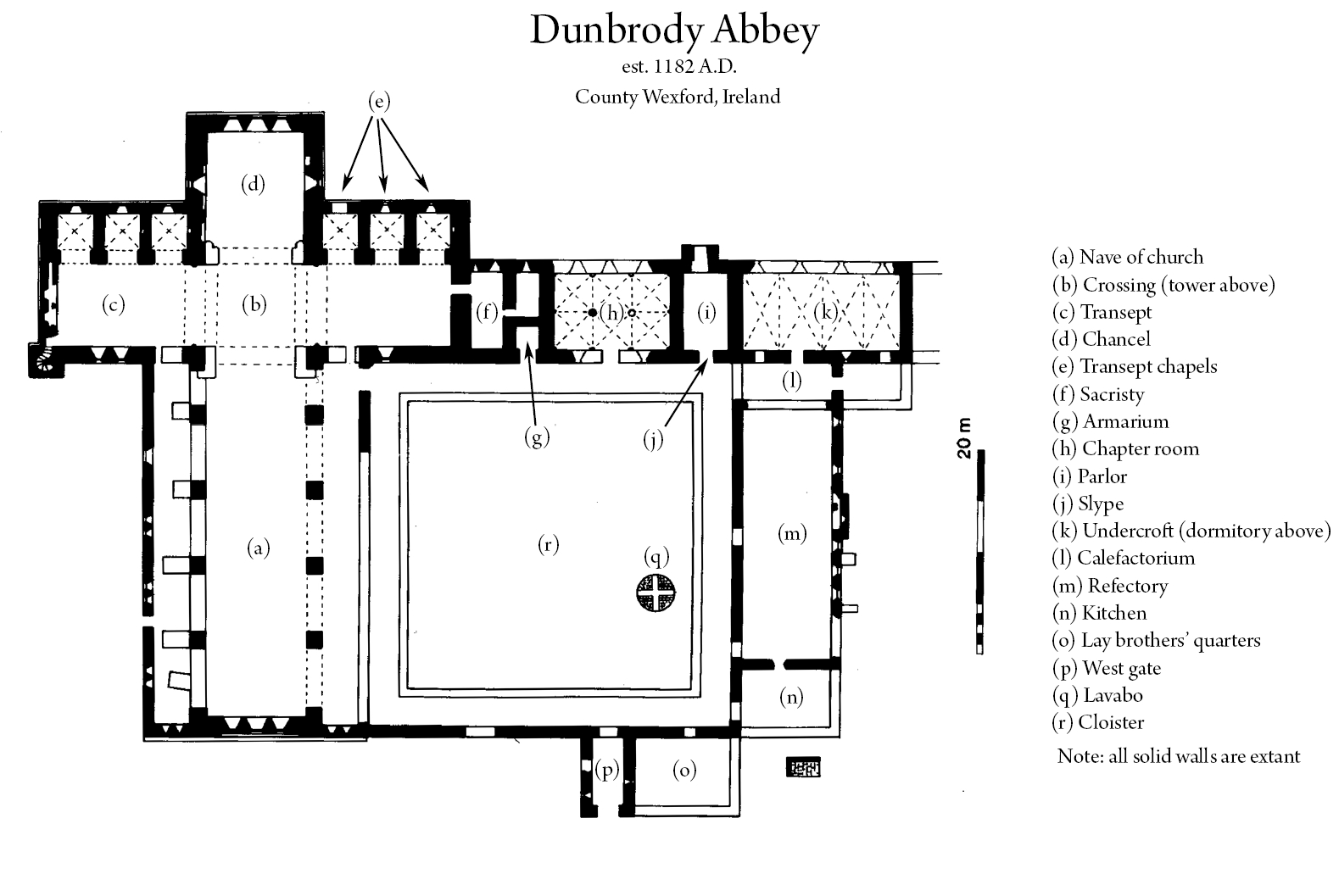
Plan der Klosteranlage

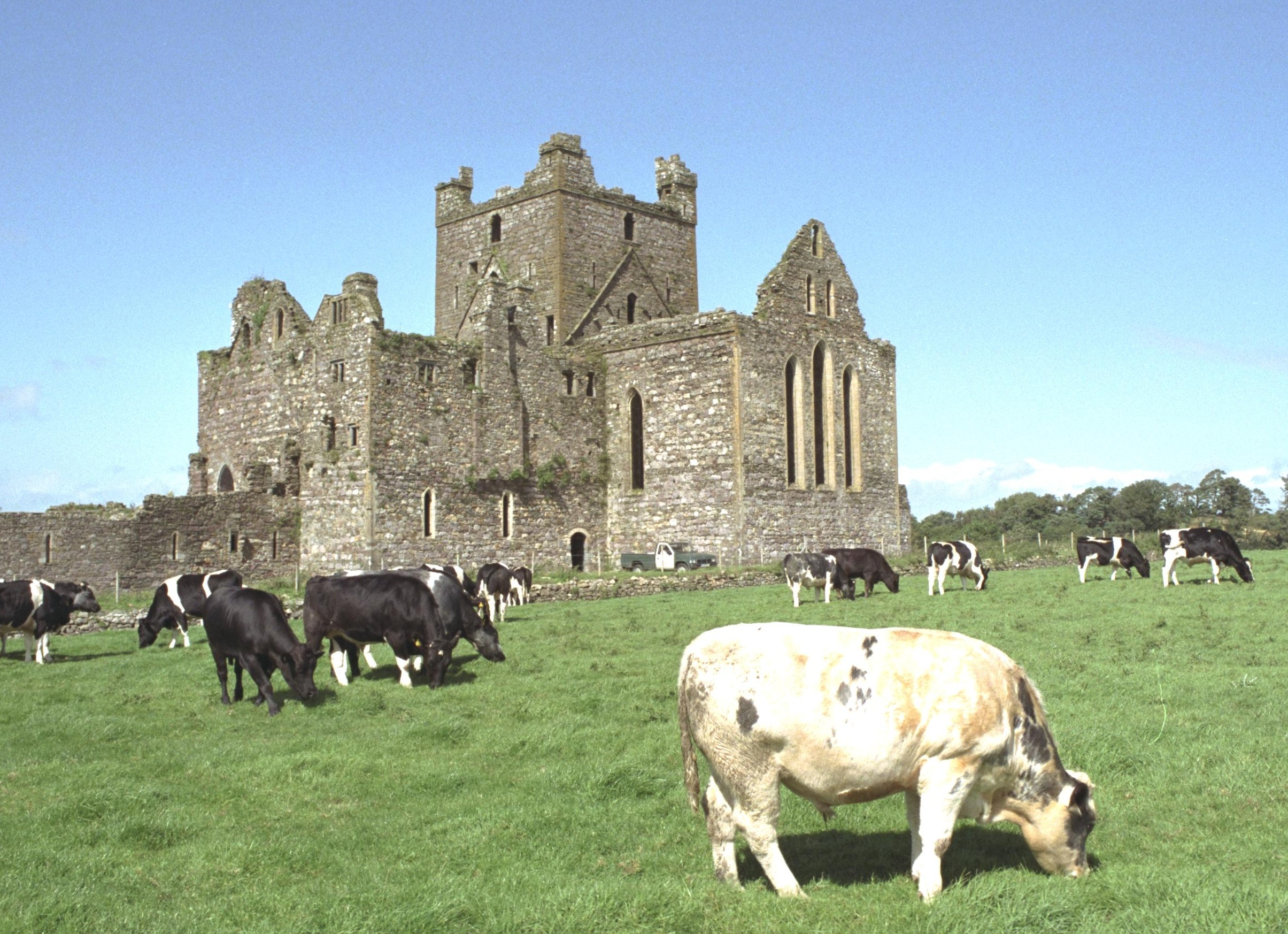
Die Abteiruine von Südosten

Die kreuzförmige Kirche ist 59 m lang und hat Ostkapellen in den Seitenschiffen. Der Vierungsturm wurde im 15. Jahrhundert hinzugefügt. Von den Konventsgebäuden sind ein Ostturm und ein Durchgangsbogen im Westen erhalten.